# Coregonus alpinus
Coregonus alpinus es una especie de pez de la familia Salmonidae en el orden de los Salmoniformes.

## Alimentación
Come invertebrados bentónicos.

## Distribución geográfica
Se encuentra en Suiza: Lago de Thun.